# 1966 v letectví
Tento článek obsahuje seznam událostí souvisejících s letectvím, které proběhly roku 1966.

## Události

### Leden
- 17. ledna – Bombardér B-52 Stratofortress se sráží s Boeing KC-135 Stratotanker během vzdušného doplňování paliva poblíž Palomares ve Španělsku. Sedm členů posádky je při nehodě zabito. Dvě jaderné bomby na palubě B-52 se rozpadají a rozprašují radioaktivní materiál po krajině. Jedna bomba přistává nepoškozená v blízkosti města a další dopadá do moře. Později je vylovena nepoškozená asi 8 km od pobřeží.

### Listopad
- 18. listopadu – Kapitán William J. Knight dosahuje na North American X-15 rekordní rychlosti Mach 6,33 (4 250 mil/hod, 6 840 km/h)

### Prosinec
- 5. prosince – Zemřel letecký konstruktér a průkopník letectví v Itálii Alessandro Marchetti

## První lety

### Leden
- 24. ledna – Learjet 24
- 27. ledna – Fairchild FH-227

### Únor
- 23. února – Dornier Do 28, D-INTL

### Březen
- 5. března – Lockheed D-21 Drone
- 17. března – Bell X-22
- 18. března – Wassmer WA-50

### Duben
- 12. dubna – Pilatus PC-7
- 29. dubna – Neiva Universal, PP-ZTW

### Červen
- 12. června – Dassault Mirage F2

### Červenec
- 12. července – Northrop M2-F2

### Srpen
- 12. srpna – Learjet 25
- 18. srpna – Kamov Ka-26
- 31. srpna – Hawker Siddeley Harrier

### Říjen
- 21. října – Jakovlev Jak-40

### Listopad
- 7. listopadu – Pilatus PC-11

### Prosinec
- 6. prosince – ChangKong-1
- 21. prosince – X-23 PRIME
- 22. prosince – Aeritalia F-104S Starfighter
- 23. prosince – Dassault Mirage F1
- 27. prosince – Fiat G.91Y